# Гамма-астрономія

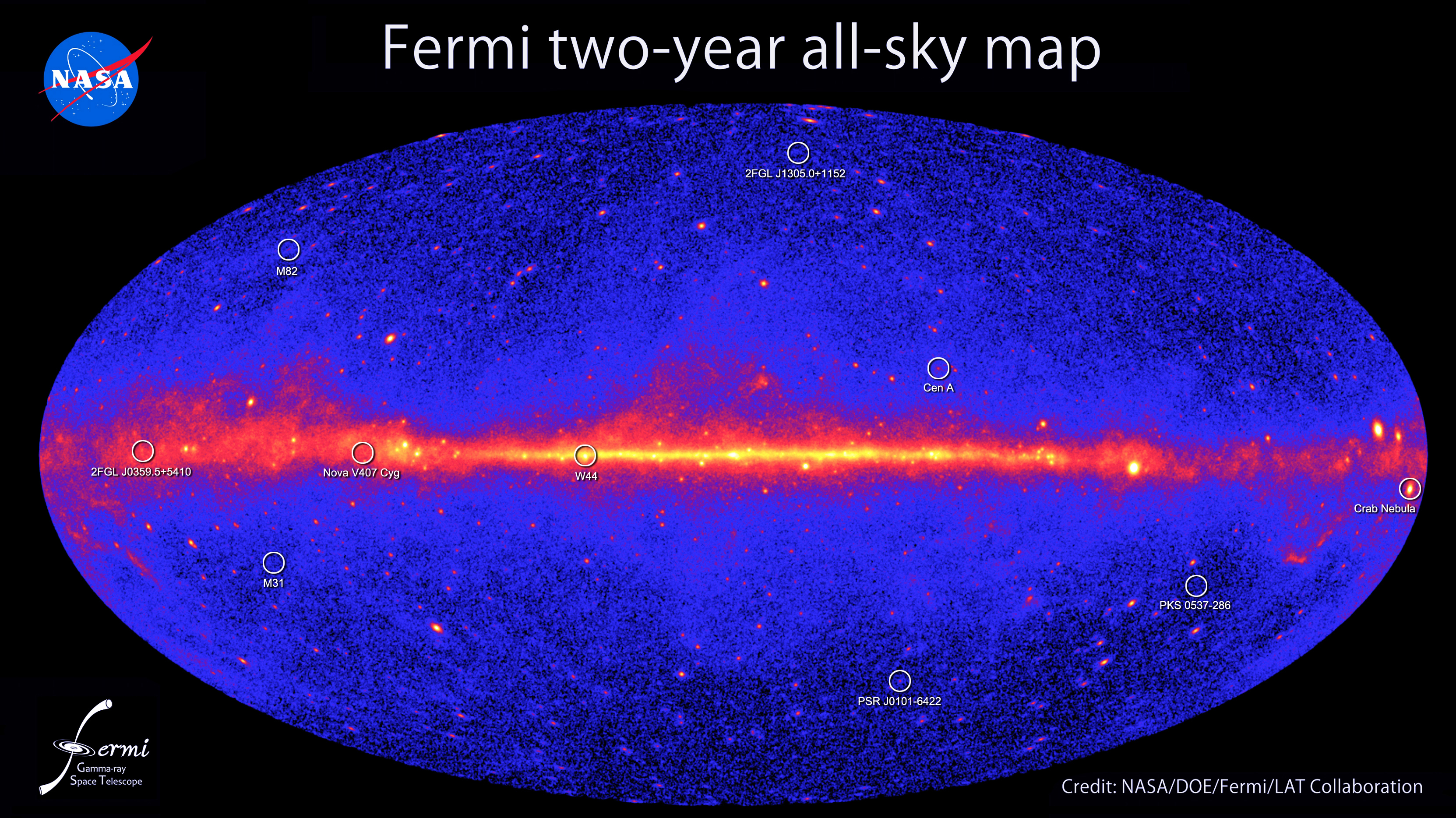
Каталог гамма-джерел космічного телескопа Fermi на енергії понад 1 ГеВ

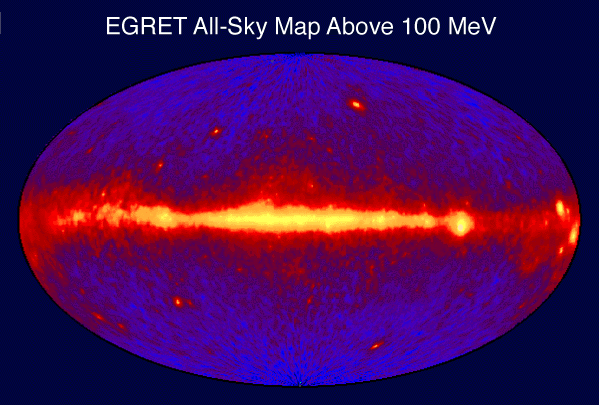
Небо на енергіях понад 100 МеВ за даними обсерваторії Комптон

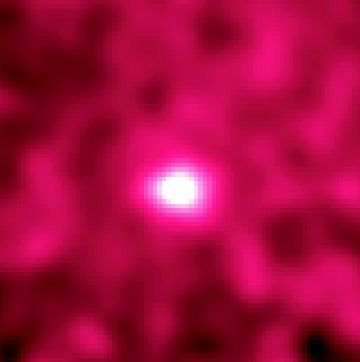
Місяць на енергіях понад 20 МеВ за даними обсерваторії Комптон. Зареєстровані фотони утворюються в результаті бомбардування поверхні Місяця космічними променями.

Гамма-астрономія (γ-астрономія) — розділ астрономії, досліджує космічні гамма-промені, — найенергійнішу форму електромагнітного випромінювання з енергіями фотонів понад 100 кеВ. Випромінювання з енергіями нижче 100 кеВ класифікується як рентгенівське випромінювання і є предметом рентгенівської астрономії.
Механізми випромінювання космічних гамма-променів включають електрон-позитронну анігіляцію, зворотний ефект Комптона, радіоактивний розпад нестійких нуклідів. Джерелами гамма-променів є наднові та гіпернові зорі, пульсари і блазари, міжзоряне середовище, а для низькоенергетичних гамма-променів — також гамма-блискавки в земній атмосфері та сонячні спалахи.

## Основні параметри
Гамма-промені являють собою короткохвильову найенергетичнішу частину електромагнітного випромінювання (енергія фотонів більша 100 кеВ).
Діапазон гамма-випромінювання поділяють на такі ділянки:
- м'яке — з енергією від 0,1 до 5 МеВ
- проміжної енергії — від 5 до 50 МеВ
- жорстке — від 50 МеВ до 10 ГеВ
- надвисоких енергій — понад 10 ГеВ

Атмосфера Землі поглинає та розсіює гамма-випромінювання на висотах 30—50 км, тому спостереження космічного гамма-випромінювання здійснюють або з висотних аеростатів, або з космічних апаратів за допомогою гамма-телескопів. Фотони надвисоких енергій можна реєструвати з поверхні землі шляхом спостереження черенковського випромінювання високоенергетичних частинок, які утворюються під час взаємодії таких фотонів з атмосферою.

## Історія
Теоретичні роботи Юджина Фенберга та Генрі Примакова (1948), Сачіо Хаякави та І. Б. Хатчінсона (1952) та, особливо, Філіпа Моррісона (1958) привели вчених до думки, що ряд процесів у Всесвіті можуть призводити до гамма-випромінювання. Запропоновані процеси включали взаємодію космічних променів з міжзоряним газом, вибухи наднових і взаємодію енергійних електронів з магнітними полями.
Більшість гамма-променів, що надходять із космосу, поглинаються земною атмосферою, тому гамма-астрономія не могла розвиватися, доки не стало можливим підіймати детектори над атмосферою за допомогою повітряних куль і космічних кораблів. Перший гамма-телескоп, виведений на орбіту на супутнику Explorer 11 у 1961 році, зафіксував менше 100 фотонів космічного гамма-випромінювання, які приходили з усіх боків, ніби створюючи однорідний «гамма-фон».

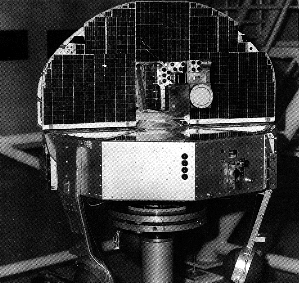
Супутник OSO 3

Першими визначеними у спостереженнях астрофізичними джерелами гамма-променів стали сонячні спалахи. Вони випромінювали передбачені Моррісоном фотони з енергією 2,223 МеВ, які утворюються внаслідок об'єднання нейтрона та протона в ядро дейтерію. Нейтрони, в свою чергу, утворювались в результаті взаємодії високоенергетичних іонів, прискорених у процесі спалаху. Ці перші спостереження лінії гамма-випромінювання були здійснені на OSO 3 (1967), OSO 7 (1971) та Solar Maximum Mission (1980). Спостереження Сонця надихнули дослідження Реувена Раматі та інших теоретиків.
Значне гамма-випромінювання нашої Галактики вперше виявив в 1967 році детектор на борту супутника OSO 3 (1967). Він зареєстрував 621 подію, пов'язану з космічним гамма-випромінюванням. 
Наприкінці 1960-х і на початку 1970-х років детектори на борту військових супутників Vela, призначених для виявлення спалахів від ядерних вибухів, почали реєструвати спалахи гамма-променів невідомого походження. Пізніше детектори визначили, що ці гамма-спалахи з'являються раптово з різноманітних напрямків і тривають від часток секунди до хвилин. У подальшому джерелами довгих гамма-спалахів стали вважати гіпернові, а коротких — злиття нейтронних зір.

Наступним великим кроком вперед для гамма-астрономії стали супутники SAS-2 (1972) і Cos-B (1975—1982), які дозволили дослідити гамма-промені високих енергій. Вони підтвердили попередні висновки щодо гамма-фону, створили першу детальну карту неба на різних довжинах хвиль гамма-променів і виявили кілька точкових джерел. Однак роздільна здатність інструментів була недостатньою, щоб пов'язати більшість цих точкових джерел із відомими оптичними об'єктами.

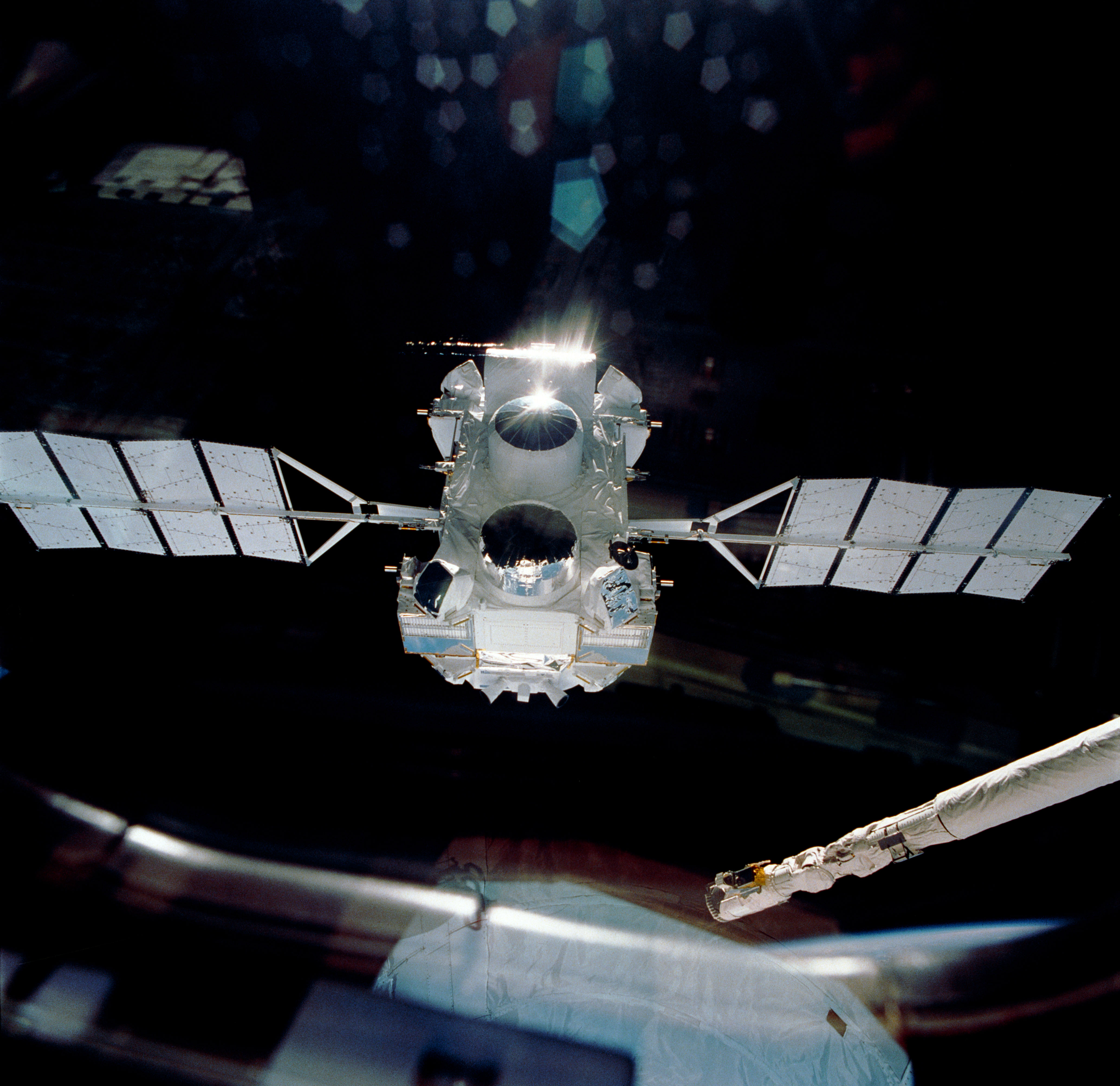
Обсерваторія Комптон, виведена на орбіту Спейс Шаттлом в 1991 році

1991 року НАСА запустила космічну обсерваторію Комптон, який значно покращив просторову та часову роздільну здатність спостережень гамма-променів. Його звели з орбіти 2000 року через відмову одного зі стабілізуючих гіроскопів.
BeppoSAX запустили в 1996 році і звели з орбіти в 2003 році. Він вивчав переважно рентгенівське випромінювання, але також спостерігав гамма-спалахи. За його допомогою ідентифіковано перші рентгенівські післясвітіння гамма-спалахів, що відкрило шлях до точного визначення їх розташування в далеких галактиках.

## Сучасні детектори
Космічні:
- INTEGRAL (2002)

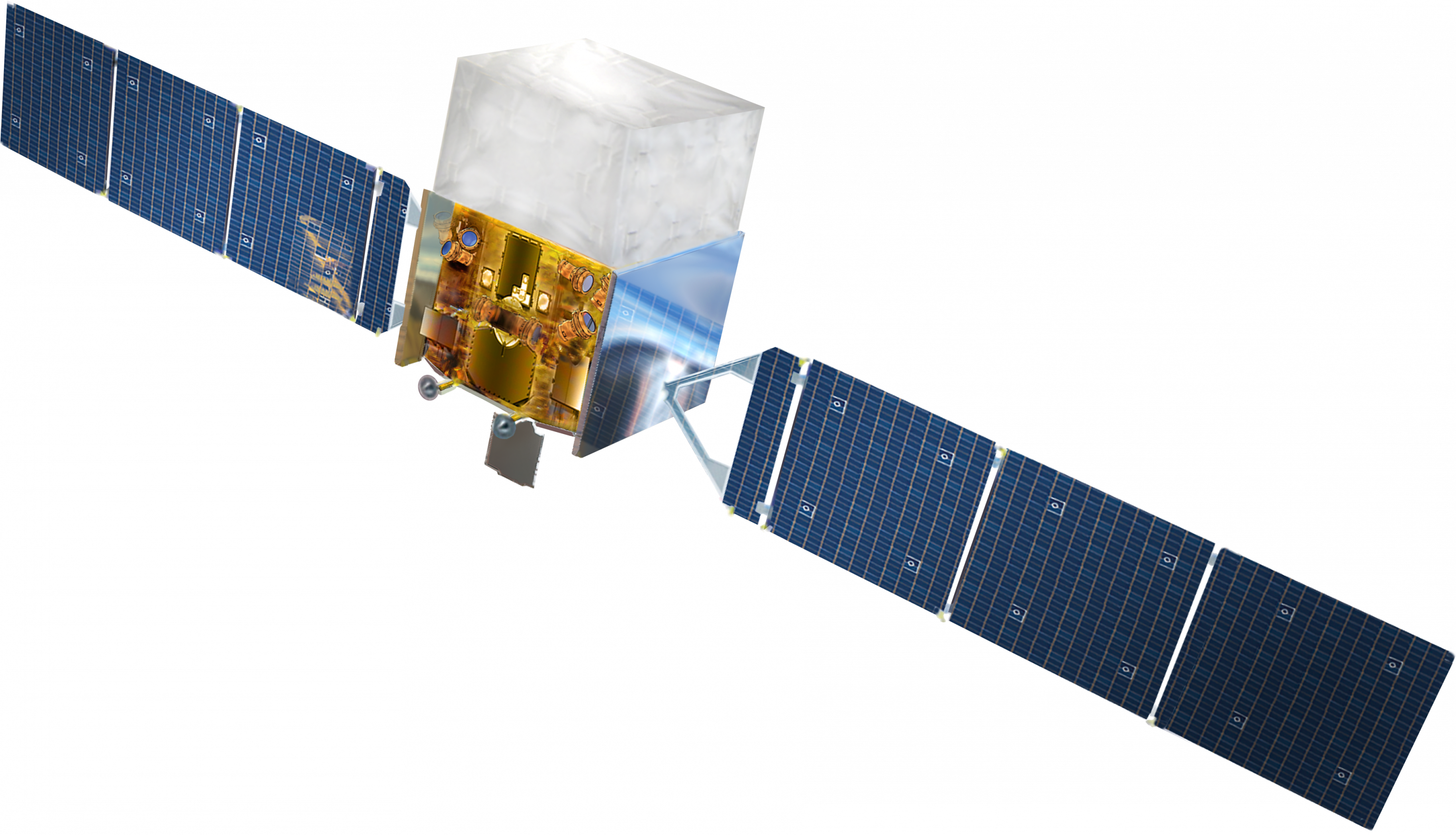
Космічний телескоп Fermi

- Swift (2004). Спостерігав численні рентгенівські та оптичні аналоги гамма-спалахів, що уможливило визначення відстаней до них та детальні оптичні спостереження[8].
- AGILE (2007)
- Fermi (2008). Зокрема, 2010 року відкрив бульбашки Фермі.

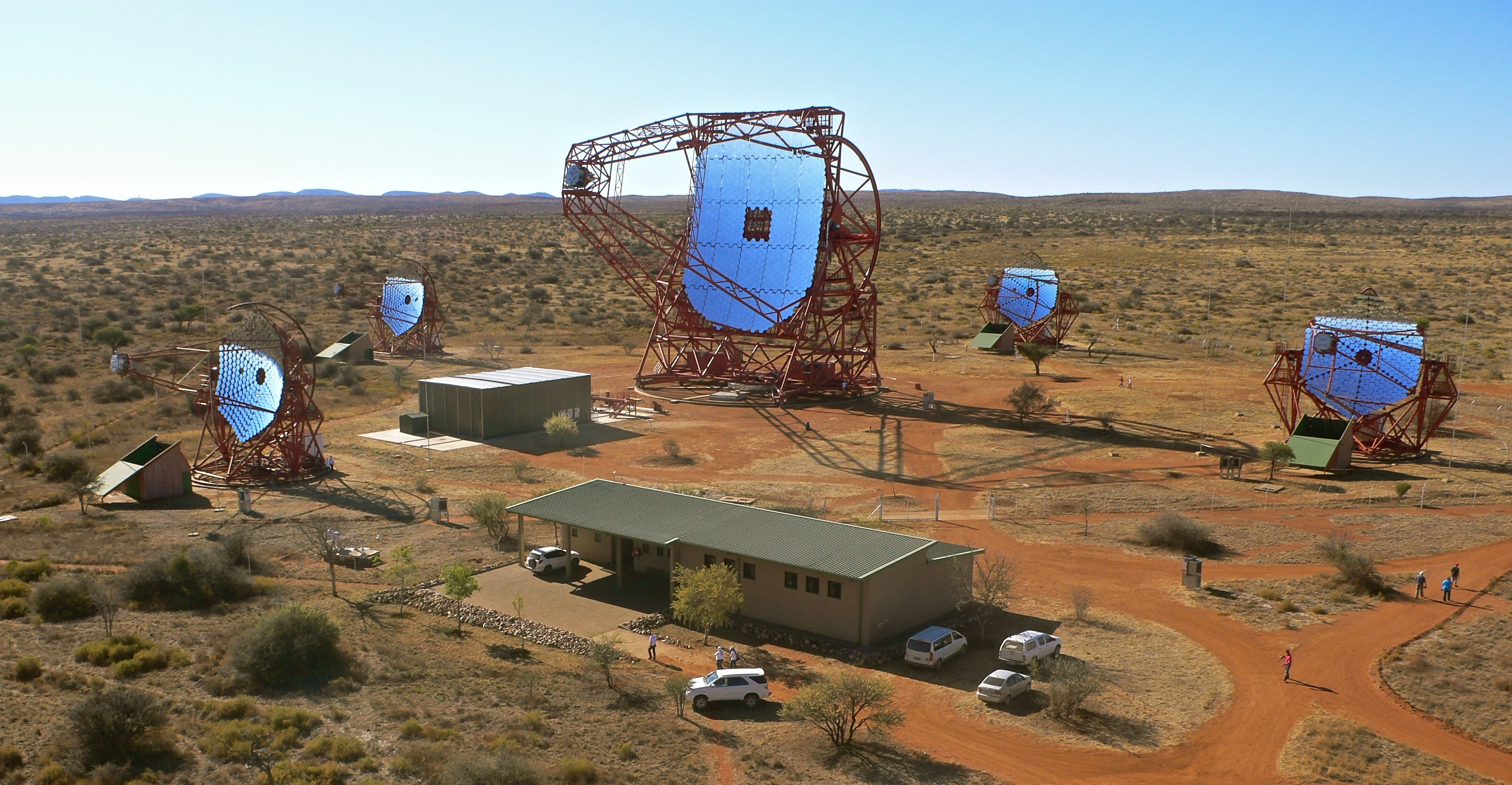
Система черенковських телескопів H.E.S.S.

Наземні:
- HAWC
- MAGIC
- H.E.S.S.
- VERITAS

## Методи детектування
Спостереження гамма-променів стикається з кількома принциповими ускладненнями. Атмосфера Землі непрозора для них, тому гамма-телескопи необхідно підіймати на великі висоти. Гамма-промені рідкісні — навіть від яскравих гамма-джерел час між надходженням фотонів може становити кілька хвилин. Гамма-промені важко фокусувати, що призводить до низької роздільної здатності гамма-телескопів. Станом на початок 2000-х років космічні гамма-телескопи в ГеВ-діапазоні мали роздільну здатність близько 6 кутових мінут (уся Крабоподібна туманність зливалась в один піксель), тоді як у жорсткому рентгенівському діапазоні (100 кеВ) роздільна здатність досягала 1,5 мінути, а у м'якому рентгенівському діапазоні (1 кеВ) — 0,5 кутової секунди.
Гамма-промені з енергією фотонів понад ~30 ГеВ можна виявити наземними спостереженнями, оскільки вони створюють потужні атмосферні зливи вторинних частинок, які можна спостерігати на землі як безпосередньо (за допомогою лічильників), так і оптично (черенковське випромінювання ультрарелятивістських частинок зливи). Спостерігати такі високоенергетичні гамма-промені з космосу проблематично, бо потоки фотонів високої енергії надзвичайно низькі й потребують великої площі детектора, яка неприйнятна для сучасних космічних приладів.

## Походження космічного гамма-випромінювання

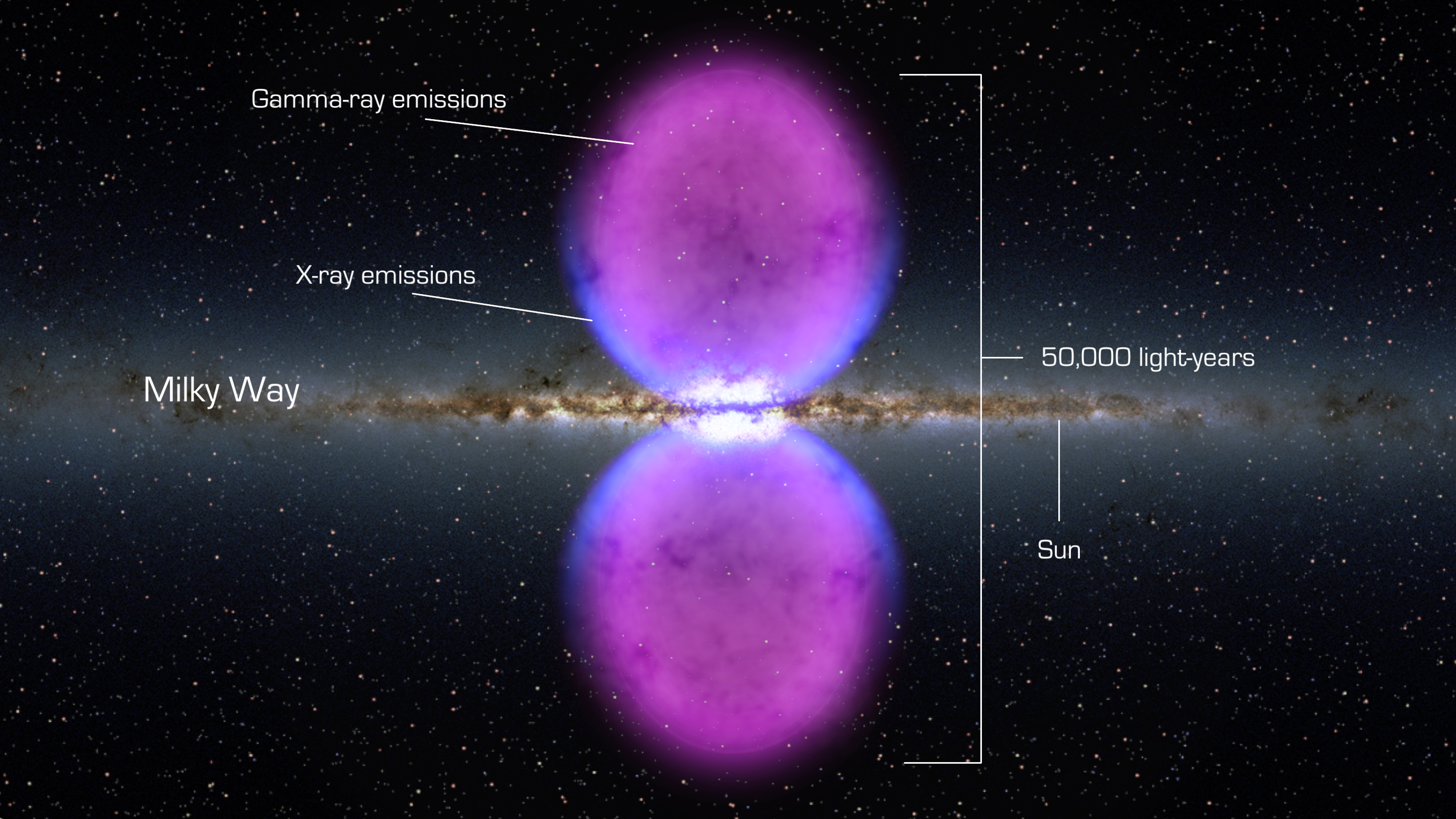
Бульбашки Фермі в центрі Чумацького Шляху.

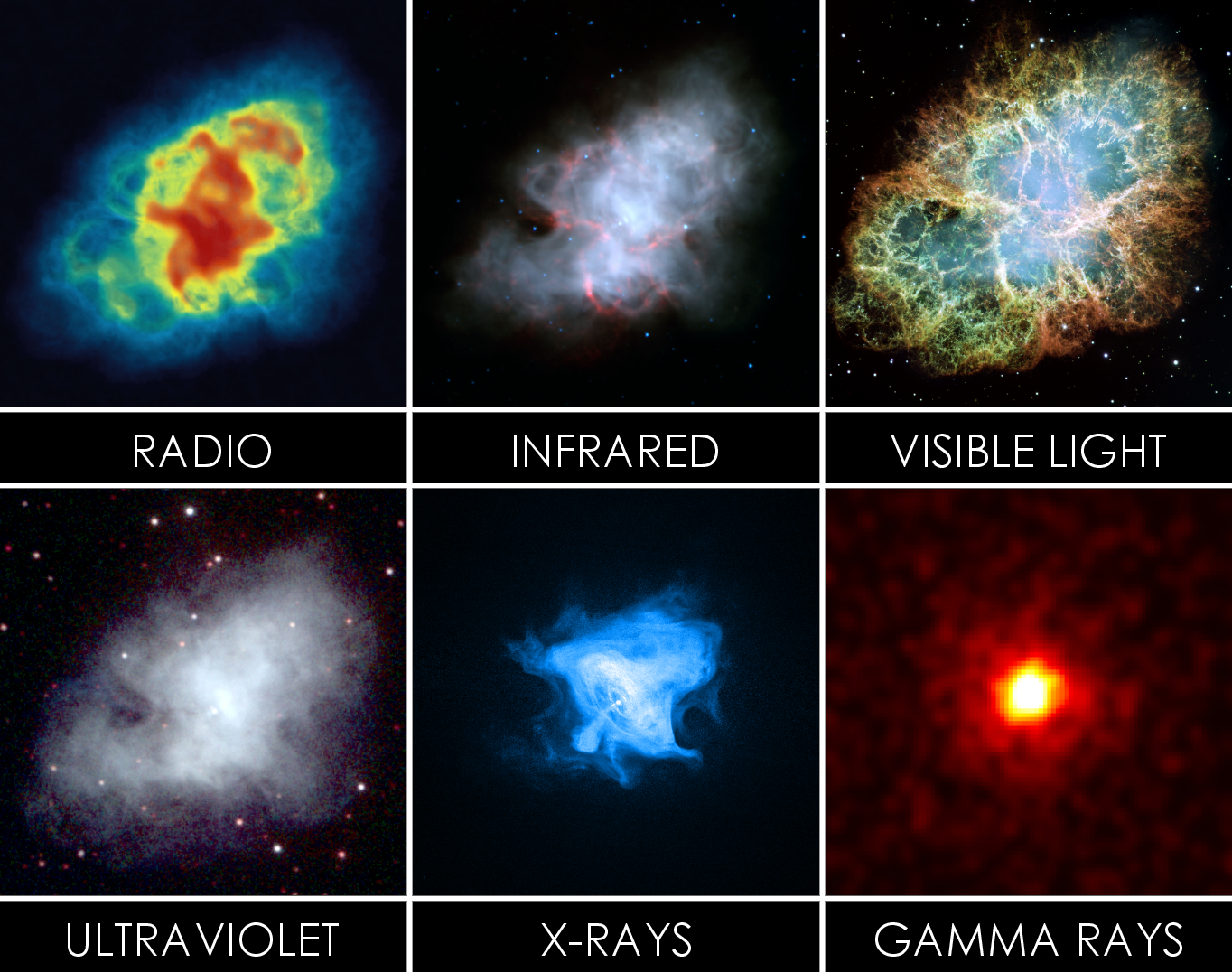
Крабоподібна туманність на різних довжинах хвиль. Праве нижнє зображення — у гамма-променях

Гамма-промені утворюються під час сонячних спалахів, спалахів наднових, анігіляції позитронів, утворенні чорних дір та внаслідок розпаду радіоактивних ізотопів у космосі. Вважається, що більша частина космічних гамма-променів утворюється шляхом прискорення електронів та внаслідок електрон-фотонних взаємодій.
За даними каталога космічного телескопа Fermi (2011), більше половини гамма-джерел із найвищою енергією були блазарами, а третина джерел не була виявлена на інших довжинах хвиль.
Бульбашки Фермі, відкриті за допомогою космічного телескопа Fermi, це два велетенські джерела гамма-променів розміром близько 25 000 світлових років у центрі Чумацького Шляху. Вважається, що вони живляться високоенергетичним випромінюванням надмасивної чорної діри Стрілець A* або свідчать про спалах зореутворення кілька мільйонів років тому.
Одним із яскравих джерел гамма-променів є Крабоподібна туманність. Її випромінювання в ТеВ-діапазоні виявила в 1989 році обсерваторія Фреда Лоуренса Віпла.
Під час гравітаційного колапсу наднової SN 1987A утворилася значна кількість радіоактивного Со-56, який вибухом викинуло в навколишній простір. Розпад кобальту супроводжується випромінюванням гамма-квантів з енергіями 847 кеВ і 1238 кеВ, які спостерігалися як «післясвітіння».
Позагалактичні фотони з найбільшою відомою енергією (до 16 ТеВ) походять від блазара Маркарян 501 і були зареєстровані повітряними черенковськими телескопами HEGRA.